# Susanne Uhlen

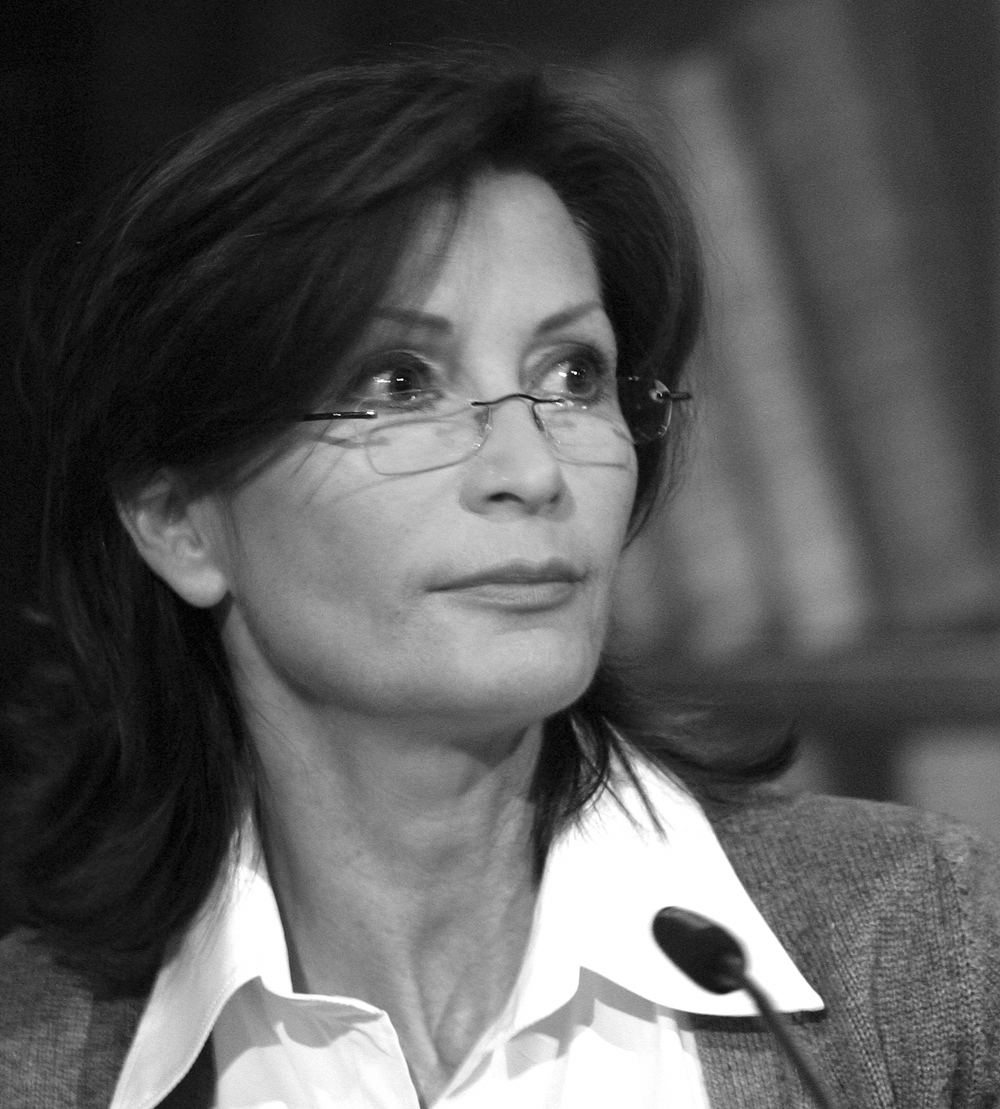
Susanne Uhlen

Susanne Uhlen (geb. als Susanne Kieling, Potsdam, 17 januari 1955) is een Duits actrice en regisseuse.
Zij werd geboren als dochter van acteur Wolfgang Kieling en actrice Gisela Uhlen en groeide op met haar moeder in Berlijn.  Haar eerste film was “Der Mörder mit dem Seidenschal“  in 1966, ze was pas tien jaar oud.
Bij het grote Nederlandse publiek is zij vooral bekend van haar (gast)rollen in televisieseries als  Derrick, Tatort, Siska en Der Alte. Maar in Duitsland is Uhlen vooral bekend van films, theater en de soapserie "Das Erbe der Guldenburgs". Tegenwoordig is zij theaterregisseuse met haar echte geboortenaam uit respect voor haar vader.

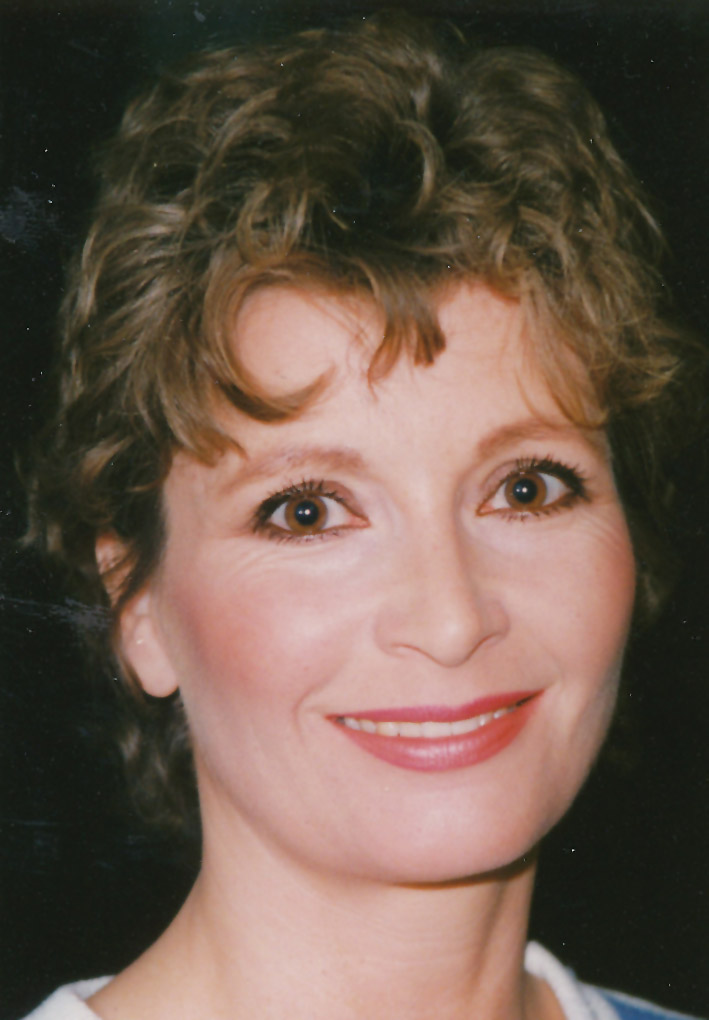
Susanne Uhlen

## Filmografie
- 1966: Der Mörder mit dem Seidenschal
- 1966: Der Fall Angelika (televisiefilm)
- 1967: Stella (televisiefilm)
- 1967: Till, der Junge von nebenan (televisieserie, 4 afleveringen)
- 1968: Bel Ami (televisiefilm)
- 1969: Der Ball (televisiefilm)
- 1969: Eine aufregende kleine Frau (televisiefilm)
- 1969: Wenn süß das Mondlicht auf den Hügeln schläft
- 1970: Engel, die ihre Flügel verbrennen
- 1970: Kinderehen (televisiefilm)
- 1971: Birdie
- 1971: Der Kommissar - Lagankes Verwandte (televisieserie)
- 1974: Der Kommissar - Mit den Augen eines Mörders (televisieserie)
- 1975: Die Stadt im Tal
- 1975: Derrick - Madeira (televisieserie)
- 1975: Tatort - Als gestohlen gemeldet (televisieserie)
- 1975: Bis zur bitteren Neige
- 1975: Ein Fall für Männdli (televisieserie, 1 aflevering)
- 1975: Das Netz
- 1975: Tatort - Als gestohlen gemeldet (televisieserie)
- 1975-1998: Derrick (televisieserie, 6 afleveringen)
- 1976: Ein Mädchen aus zweiter Hand (televisiefilm)
- 1976: Intermezzo für fünf Hände (televisiefilm)
- 1977: Ein Glass Wasser (televisiefilm)
- 1977: Abelard - Die Entmannung
- 1977-2003: Der Alte (televisieserie, 13 afleveringen)
- 1977: Der Alte - Die Dienstreise (televisieserie)
- 1978: Lady Audleys Geheimnis (televisie-tweedeler)
- 1978: Wunnigel (televisiefilm)
- 1979: Der Alte - Nach Kanada (televisieserie)
- 1981: Tatort - Katz und Mäuse (televisieserie)
- 1982: Schwarz, Rot, Gold - Unser Land (televisieserie)
- 1983: Das Traumschiff - Kenia (televisieserie)
- 1983: Nesthäkchen (televisieserie, 6 afleveringen)
- 1983, 1984: Leute wie du und ich (2 afleveringen)
- 1983: Derrick - Manuels Pflegerin (televisieserie)
- 1984: Vor dem Sturm
- 1984: Zu dir oder zu mir? (televisiefilm)
- 1985: Der Tod aus dem Computer (televisiefilm)
- 1985: Die Krimistunde - Der Tag der Hinrichtung (televisieserie, aflevering 17)
- 1985: Seitenstechen
- 1985: Derrick - Schwester Hilde (televisieserie)
- 1986: Die Schokoladenschnüffler
- 1987: Hexenschuß
- 1987: Tatort - Blindflug (televisieserie)
- 1987: Alles aus Liebe - Von Frau zu Frau (televisieserie)
- 1987–1990: Das Erbe der Guldenburgs (soapserie)
- 1987: Ein Fall für zwei - Zorek muss schießen (televisieserie)
- 1988: Ein Fall für zwei- Die einzige Chance (televisieserie)
- 1988: Die Krimistunde - Der Preis der Erkenntnis (televisieserie, aflevering 17)
- 1988: Trouble im Penthouse (televisiefilm)
- 1989: Killer kennen keine Furcht (televisiefilm)
- 1990: Der millionenerbr - Lieber reich, aber glücklich (televisieserie)
- 1990: Derrick - Kein Ende in Wohlgefallen (televisieserie)
- 1991–1993: Der Hausgeist (televisieserie, 21 afleveringen)
- 1991: Der Alte - Der Geburtstag der alten Dame (televisieserie)
- 1992: Ein Heim für Tiere - Die promenadenmischung (televisieserie)
- 1993: Glückliche Reise - Dominikanische Republik (televisieserie)
- 1995: Derrick - Mitternachtssolo (televisieserie)
- 1996: Tatort - Freitagsmörder (televisieserie)
- 1998: Derrick - Mama Kaputtke (televisieserie)
- 1999: Ein Fall für zwei - Der zweite Tod (televisieserie)
- 1999: Rosamunde Pilcher - Blüte des Lebens (televisieserie)
- 1999-2006: Siska (televisieserie, 5 afleveringen)
- 2000: Lauter tolle Frauen - Das Weibernest (televisieserie)
- 2001: Das Geheimnis der Mittsommernacht
- 2001: Herzensfeinde (televisiefilm)
- 2002: Das Traumschiff - Thailand (televisieserie)
- 2002: Siska - Eine riskante Beziehung (televisieserie)
- 2005: Siska - Zellers letzter Auftrag (televisieserie)
- 2006: Siska - Liebe vor dem Tod (televisieserie)
- 2006: Der Ferienarzt im Tessin (televisieserie)
- 2006: Lutter - Um jeden Preis (televisieserie)
- 2008: Das Traumpaar (televisiefilm)
- 2008: Sommer in Norrsunda
- 2008: Inga Lindström - Sommer in Norrsunda (televisieserie)
- 2009: Geld.Macht.Liebe (televisieserie, 7 afleveringen)
- 2009: Island – Herzen im Eis
- 2010: Mord in bester Gesellschaft - Das Ende vom Lied (televisieserie)
- 2011: Das Traumhotel – Malediven (televisieserie)
- 2012: Kreuzfahrt ins Glück: Australië (televisieserie)
- 2013: Utta Danella: Wer küsst den Doc?
- 2015: Inga Lindström – Die Kinder meiner Schwester (televisieserie)
- 2018: Wer weiß denn sowas? (1 aflevering)

## Theater (selectie)
als actrice:
- Don Juan kommt aus dem Krieg (Schlosspark Theater Berlin, 1969)
- Romeo und Julia (Ernst-Deutsch-Theater Hamburg, 1970)
- Barfuß im Park (regie: J. Wölffer)
- Die Schule der Frauen (regie: A. Hanuskiewicz)
- Der Tod und das Mädchen (regie: Zanussi)
- Der Prozess der Claudia D. (regie: Klingenberg)
- Der Beweis (regie: Zanussi)
- Die Kaktusblüte (regie: S. Kieling)
- Nibelungenfestspiele Worms, 2013 (rol: Koningin Ute)

als regisseuse onder de naam Susanne Kieling:
- Die Kaktusblüte
- Warte, bis es dunkel ist

## Hoorspelen (selectie)
- Schloß Wildauen nach Karl May (SWF, 1985)
- Die Tore der Welt nach Ken Follett, Regie: Martin Zylka (WDR, 2009)
- Tod eines Fußballers von Eva Lia Reinegger (WDR, 2012)